# Atypophthalmus inelegans
Atypophthalmus inelegans är en tvåvingeart som först beskrevs av Alexander 1924.  Atypophthalmus inelegans ingår i släktet Atypophthalmus och familjen småharkrankar. Inga underarter finns listade i Catalogue of Life.